# Облога Константинополя (674—678)
Облога Константинополя — перша облога арабами столиці  Візантії в 674—678.
Облога  Константинополя стала завершальним етапом війни між Омеядським халіфатом і  Візантійською імперією. Під час облоги арабам не вдалося зруйнувати сильні міські стіни, тому вони блокували місто з моря. Наближення  зими змусило  арабів відійти на 180 кілометрів в сторону малоазійського міста Кізик.
Ще до облоги сирієць Каллінік з Геліополя винайшов для Візантійської імперії руйнівну нову зброю на морі, яка пізніше отримала популярність під назвою «грецький вогонь». Під час битви в  Мармуровому морі під Сулаемом в 677 візантійський флот використовував грецький вогонь, щоб завдати вирішальної поразки омеядському флоту та зняти облогу в 678 р. Перемога тимчасово зупинила арабську експансію в Європу майже на 30 років. Остаточна перемога візантійців була закріплена після другої арабської облоги Константинополя в 717—718.
Араби, зазнавши значних втрат в битвах з візантійцями й їх вогненосними кораблями, змушені були відступити. Поблизу Сілейського моря їх флот потрапив в сильну бурю, майже всі кораблі загинули. Після цього було укладено мир на 30 років між Візантією й Омеядським халіфат.